# Президентские выборы в Казахстане (2011)
Внеочередные выборы президента Республики Казахстан (каз. Қазақстан Республикасы Президентінің кезектен тыс сайлауы) состоялись 3 апреля 2011 года согласно Указу президента № 1149 от 4 февраля 2011 года «О назначении внеочередных выборов президента Республики Казахстан». В качестве кандидатов на пост президента Казахстана были зарегистрированы: действующий президент страны Нурсултан Назарбаев, секретарь центрального комитета Коммунистической народной партии Казахстана Жамбыл Ахметбеков, председатель Партии патриотов Казахстана, депутат сената парламента Гани Касымов и лидер экологической организации «Табигат» Мэлс Елеусизов.
5 апреля Центральная избирательная комиссия Республики Казахстан объявила окончательные итоги выборов, согласно которым действующий президент Нурсултан Назарбаев набрал 95,55 % голосов избирателей, Гани Касымов — 1,94 % голосов, Жамбыл Ахметбеков — 1,36 %, Мэлс Елеусизов — 1,15 %.

## Назначение внеочередных выборов
23 декабря 2010 года в Усть-Каменогорске было организовано собрание с целью создания инициативной группы, которая предложила бы всем казахстанцам продлить полномочия первого президента страны Нурсултана Назарбаева до 6 декабря 2020 года. Участниками собрания были более 850 человек из 14 областей Казахстана и городов Астана и Алма-Ата, в том числе постоянный представитель Казахстана в ЮНЕСКО Олжас Сулейменов, генерал-лейтенант, «Халық қаһарманы» (Народный герой Казахстана), заместитель председателя Комитета начальников штабов министерства обороны по боевой подготовке Бахытжан Ертаев, члены Ассамблеи народа Казахстана. Собрание сформировало инициативную группу по проведению референдума, в которую вошли 320 человек — по 20 представителей из каждой области и городов республиканского значения.
Инициатива проведения референдума по продлению полномочий Назарбаева была поддержана Народно-демократической партией «Нур Отан», депутатами парламента Казахстана, рядом НПО и другими организациями.
С критикой инициативы выступили представители незарегистрированной Народной партии «Алга!», ОСДП «Азат», ряд организаций и общественных деятелей. 4 января 2011 года посольство США в Казахстане распространило заявление о позиции правительства США по вопросу предложенного референдума, в котором замена президентских выборов референдумом была названа «отходом от демократии». Свою обеспокоенность также выразили Европейский союз и ОБСЕ.

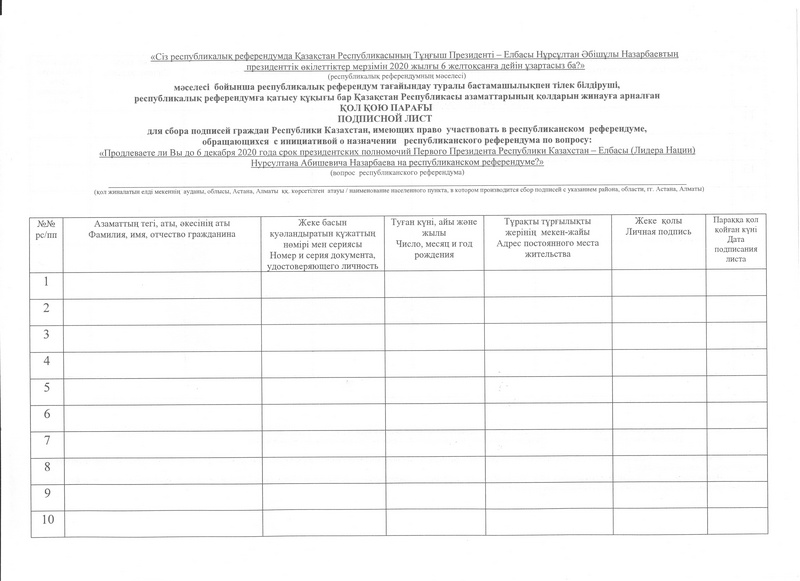
Подписной лист для сбора подписей граждан в поддержку проведения референдума по продлению полномочий Н. Назарбаева

27 декабря руководителю инициативной группы по проведению референдума о продлении полномочий президента Казахстана до 2020 года, ректору СГУ имени Шакарима Ерлану Сыдыкову, было вручено свидетельство о регистрации инициативной группы, выданное Центральной избирательной комиссией Казахстана (ЦИК РК), и подписные листы. Председатель ЦИК РК Куандык Турганкулов пояснил, что согласно действующему закону «О республиканском референдуме» инициативной группе необходимо собрать не менее 200 тысяч подписей граждан, в равной мере представляющих все области, города Астана и Алма-Ата, то есть не менее чем 12,5 тысяч подписей в каждом регионе. Также Куандык Турганкулов отметил, что для бюджета страны будет дешевле провести референдум, чем президентские выборы.
По словам Сыдыкова, сбор подписей начался 27 декабря, до 10 января 2011 года инициативная группа была намерена завершить сбор подписей. Спустя три дня инициативная группа по референдуму уже собрала 314 621 подпись казахстанцев. 29 декабря мажилис (нижняя палата парламента) Казахстана единогласно принял обращение к президенту Казахстана Нурсултану Назарбаеву о внесении изменений в конституцию о назначении референдума по продлению его президентских полномочий до декабря 2020 года.
По состоянию на 4 января 2011 года было собрано 2 миллиона 590 тысяч подписей в поддержку проведения референдума, хотя такое число планировалось собрать лишь к 11 января. 11 января инициативная группа завершила сбор подписей. По данным Итогового протокола ЦИК РК о результатах проверки достоверности подписей граждан страны, имеющих право участвовать в республиканском референдуме, было собрано более 5 миллионов 16 тысяч подписей или 55,2 % от общего числа граждан страны, имеющих право участвовать в республиканском референдуме.
6 января сенат (верхняя палата парламента) Казахстана на пленарном заседании поддержал обращение депутатов к главе государства Нурсултану Назарбаеву о назначении им проведения республиканского референдума по продлению его президентских полномочий до конца 2020 года.
6 января Нурсултан Назарбаев подписал указ «Об отклонении предложения Парламента Республики Казахстан о вынесении на республиканский референдум изменений и дополнений в Конституцию Республики Казахстан». Тем не менее ряд депутатов высказали мнение о необходимости преодоления президентского вето на проведение референдума. 14 января парламент Казахстана единогласно (106 депутатов мажилиса и 44 депутатов сената) принял поправки в конституцию страны, которые предусматривали продление полномочий Нурсултана Назарбаева путём референдума до 2020 года, однако президент не подписал закон о принятии данных поправок и 17 января направил их на рассмотрение в Конституционный совет Казахстана. 24 января на слушании в Конституционном совете в поддержку проведения референдума выступили глава министерства юстиции Рашид Тусупбеков, председатель верховного суда Мусабек Алимбеков, вице-министр иностранных дел Кайрат Омаров, уполномоченный по правам человека в Казахстане Аскар Шакиров, директор Института правовых исследований и анализа Аскар Гусманов и президент Союза адвокатов республики Ануар Тугел. Единственным противником оказалась исполнительный директор Общественного фонда «Хартия по правам человека» Жемис Турмагамбетова.
17 января директор Бюро по демократическим институтам и правам человека ОБСЕ (БДИПЧ) Янез Ленарчич выразил обеспокоенность по поводу того, что парламент Казахстана принял поправки к Конституции, позволяющие провести референдум о продлении срока полномочий президента. 22 января 2011 года от имени Европейского союза с заявлением выступила Кэтрин Эштон (верховный представитель ЕС по вопросам внешней политики и политики безопасности) и призвала Казахстан гарантировать проведение президентских выборов в соответствии с действующей Конституцией. 24 января 2011 года на слушании в Конституционном совете (КС) Казахстана множество экспертов выступало в поддержку референдума. В частности, это были глава Минюста Рашид Тусупбеков, Председатель Верховного суда Мусабек Алимбеков, вице-министр иностранных дел Кайрат Омаров, Уполномоченный по правам человека в Казахстане Аскар Шакиров, директор института правовых исследований и анализа Аскар Гусманов и президент Союза адвокатов республики Ануар Тугел. Единственным противником оказалась исполнительный директор Общественного фонда «Хартия по правам человека» Жемис Турмагамбетова. Она заявила следующее:
...в силу того, что предлагаемые поправки в пункт пятый статьи 42 Конституции по своей юридической природе и по следствиям влекут лишение пассивных и активных избирательных прав всех граждан, такие поправки противоречат статьи 12 Конституции в части невозможности отчуждения прав человека, а также требованиям конституционного закона о республиканском референдуме в части невозможности вынесения на референдум вопросов, которые могут повлечь за собой нарушение конституционных прав и свобод гражданина...
31 января Конституционный совет Казахстана признал закон о замене выборов на референдум неконституционным. В этот же день, выступая с обращением к народу страны, президент согласился с решением Конституционного совета и предложил провести досрочные президентские выборы.
2 февраля на совместном заседании палат парламента была принята поправка в конституцию, наделяющая президента страны правом объявления досрочных президентских выборов, а 3 февраля мажилис одобрил законопроект, согласно которому внеочередные президентские выборы назначаются решением президента и проводятся в двухмесячный срок после их назначения. 4 февраля Нурсултан Назарбаев подписал указ № 1149 «О назначении внеочередных выборов Президента Республики Казахстан», согласно которому выборы были назначены на 3 апреля 2011 года.

## Выдвижение кандидатов
В сентябре 2010 года в интервью газете «Свобода слова» советник президента Казахстана по политическим вопросам Ермухамет Ертысбаев заявил, что Нурсултан Назарбаев намерен баллотироваться на новый президентский срок в 2012 году. 20 октября 2010 года на 16-й сессии Ассамблеи народа Казахстана сам Назарбаев заявил, что готов остаться на посту президента до 2020 года, если ему предложат «эликсир молодости и энергии».
22 октября о своём намерении выставить свою кандидатуру в 2012 году заявил лидер незарегистрированной Народной партии «Алга!» Владимир Козлов. 27 октября во время пресс-конференции в Алма-Ате его забросали яйцами члены движения «Желтоксан» в знак протеста против незнания Козловым казахского языка. После объявления даты выборов Владимир Козлов заявил, что не будет выдвигать свою кандидатуру в связи с недостатком времени для изучения государственного языка.
3 ноября председатель общественного объединения «Жаса, Азаттык!» Жасарал Куанышалин заявил, что будет выставлять свою кандидатуру на президентских выборах. При этом он сообщил, что если в ходе избирательной кампании дела будут обстоять лучше у Козлова, то Куанышалин сойдёт с дистанции и попросит своих избирателей отдать свои голоса Козлову, и наоборот — Козлов сойдёт с дистанции и попросит своих избирателей отдать свои голоса Куанышалину, если тот привлечёт большее число избирателей. После объявления даты выборов Куанышалин вновь заявил о том, что будет баллотироваться в президенты, однако в итоге не выдвинул свою кандидатуру.
4 февраля 2011 года ЦИК РК утвердила календарный план основных мероприятий по подготовке и проведению внеочередных выборов, согласно которому выдвижение кандидатов в президенты проходило с 5 по 20 февраля, регистрация кандидатов началась после представления ими всех необходимых документов и закончилась 2 марта. Согласно действующему законодательству свои кандидатуры могли выдвинуть граждане Казахстана не моложе сорока лет, свободно владеющие государственным (казахским) языком и проживающие в Казахстане последние пятнадцать лет.
5 февраля первым свою кандидатуру выдвинул Салим Отен. 8 февраля он не явился на сдачу экзамена на знание государственного языка, затем успешно сдал его 12 февраля. В конце февраля Отен заявил, что может отказаться от участия в выборной кампании, если Нурсултана Назарбаева не исключат из числа кандидатов за досрочную агитационную кампанию.
6 февраля свою кандидатуру выдвинул президент общественного культурно-исторического фонда «Кенесары Хан», член ОСДП «Азат» Уалихан Кайсаров. 8 февраля он не смог сдать экзамен на предмет свободного владения казахским языком. По словам председателя лингвистической комиссии Мырзатая Жолдасбекова, он допустил 28 ошибок в двухстраничном тексте, зачитал текст на среднем уровне, не раскрыл тему и не дал полные ответы на поставленные вопросы во время устного выступления. Кайсаров назвал результаты экзамена «политическим заказом». 9 февраля Кайсаров повторно подал документы для регистрации в ЦИК РК, однако его заявление было оставлено без рассмотрения. 19 февраля Верховный суд Казахстана принял решение отказать Уалихану Кайсарову в обжаловании постановлений ЦИК РК.
7 февраля свою кандидатуру выдвинул Мусагали Дуамбеков. 9 февраля он успешно сдал экзамен по казахскому языку, после которого в интервью журналистам сообщил, что не претендует на победу на выборах и поддерживает политику Нурсултана Назарбаева.
10 февраля свою кандидатуру выдвинул Амантай Асылбек, известный в Казахстане как Амантай кажи. 12 февраля он не явился на экзамен по казахскому языку, при этом его мобильный телефон был отключён. В тот же день Амантай кажи пояснил, что не смог прийти на экзамен из-за семейной трагедии — смерти бабушки его снохи. 16 февраля он вновь не явился на назначенный государственной лингвистической комиссией экзамен по государственному языку. 21 февраля ЦИК РК отказала в регистрации кандидатом в президенты Амантаю кажи в связи с неявкой на экзамен по казахскому языку.
11 февраля в Астане во Дворце независимости состоялся XIII съезд Народно-демократической партии «Нур Отан» с участием президента страны Нурсултана Назарбаева. Первым в повестку дня был включён вопрос о выдвижении кандидата в президенты от НДП «Нур Отан». Предложение о выдвижении Нурсултана Назарбаева от партии было внесено ректором СГУ имени Шакарима, руководителем инициативной группы по проведению референдума по продлению полномочий действующего президента Ерланом Сыдыковым. Его предложение было поддержано акимом Астаны Имангали Тасмагамбетовым, депутатом сената Куанышем Султановым, депутатом мажилиса Владимиром Нехорошевым, председателем совета директоров корпорации «Казахмыс» Владимиром Кимом и другими делегатами съезда. Нурсултан Назарбаев в своей речи согласился баллотироваться на пост главы государства на выборах. Кандидатура действующего президента была единогласно поддержана делегатами. В тот же день Назарбаев успешно сдал экзамен по казахскому языку.
12 февраля съезд Общенациональной социал-демократической партии «Азат» выбрал в качестве кандидата сопредседателя партии Булата Абилова, выдвинув при этом условие власти, что выборы должны пройти в конституционный срок в 2012 году, представители всех партий должны быть представлены в избирательных комиссиях всех уровней, все кандидаты должны иметь доступ к СМИ наравне с действующим президентом, власти не должны препятствовать агитационной работе кандидатов от оппозиции.
14 февраля на V съезде Коммунистической народной партии Казахстана для участия в выборах был выдвинут Жамбыл Ахметбеков, избранный делегатами съезда из числа четырёх кандидатов, 17 февраля он успешно сдал экзамен по государственному языку.
14 февраля о намерении баллотироваться в президенты Казахстана в порядке самовыдвижения заявил руководитель экологического движения «Табигат» Мэлс Елеусизов, при этом он отметил на пресс-конференции, что оценивает свои шансы трезво и президентом не станет однозначно. 16 февраля Мэлс Елеусизов выдвинул свою кандидатуру, а 18 февраля сдал экзамен по казахскому языку.
20 февраля, в последний день выдвижения кандидатов, своё заявление в ЦИК РК подал депутат сената парламента Гани Касымов, выдвинутый Партией патриотов Казахстана (ППК). В тот же день он сдал экзамен на свободное владение казахским языком. До выдвижения Касымов заявлял, что ППК не намерена выдвигать кандидата на внеочередных выборах. В связи с тем, что за несколько последних лет Касымов не сделал ни одного заявления на казахском языке, некоторые организации выразили сомнение в том, что Касымов свободно владеет государственным языком. Так, 24 марта члены молодёжной общественной организации «Рух пен тіл» устроили акцию, в ходе которой подарили кандидату учебник для первого класса по казахскому языку, обвинив его в незнании государственного языка.
Всего на выборах было выдвинуто 22 кандидата; из них 18 — в порядке самовыдвижения, 3 — политическими партиями, 1 — общественным объединением (Курмангазы Рахметов — Республиканским народно-патриотическим движением «Желтоқсан»). 18 выдвинутых кандидатов — мужчины, 4 — женщины. Двое кандидатов (пенсионерка Зауре Масина и безработный Советказы Нурсила) сняли свои кандидатуры. Четыре кандидата (Амантай Асылбек, Мейрамкул Кожагулова, Мурат Телибеков, Биржан Дилмагамбет) не явились на экзамен по государственному языку, пять кандидатов (Уалихан Кайсаров, Канат Есжанов, Толыбай Баймурзин, Майя Карамаева, Адалбек Кунанбаев) не сдали экзамен. Оставшимся 11 кандидатам (Салим Отен, Мусагали Дуамбеков, Нурсултан Назарбаев, Канат Турагелдиев, Жамбыл Ахметбеков, Гульдана Токбаева, Мэлс Елеусизов, Жаксыбай Базильбаев, Гани Касымов, Курмангазы Рахметов, Серик Сапаргали), соответствие которых требованиям конституции и закона о выборах было установлено, ЦИК РК выдала подписные листы для сбора подписей граждан в поддержку их кандидатур.

## Сбор подписей и регистрация кандидатов

Зарегистрированные кандидаты
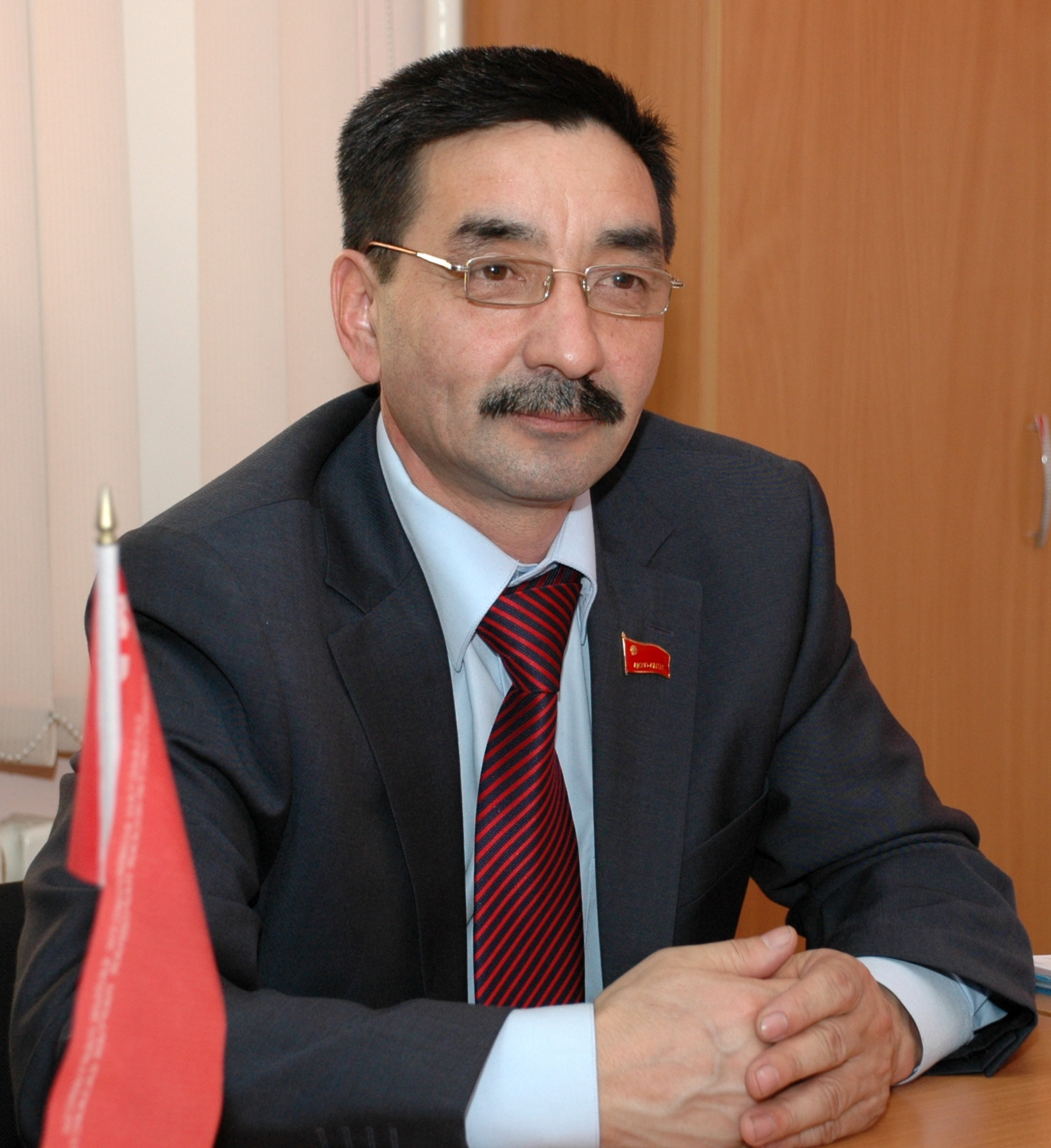
Ахметбеков Жамбыл Аужанович
Елеусизов Мэлс Хамзаевич
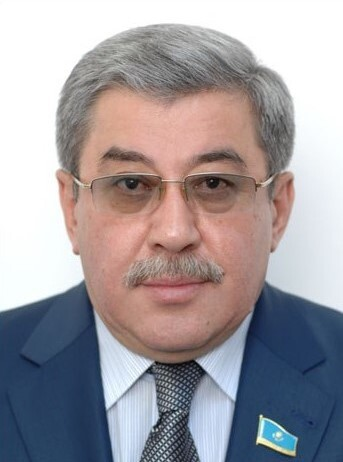
Касымов Гани Есенгельдинович
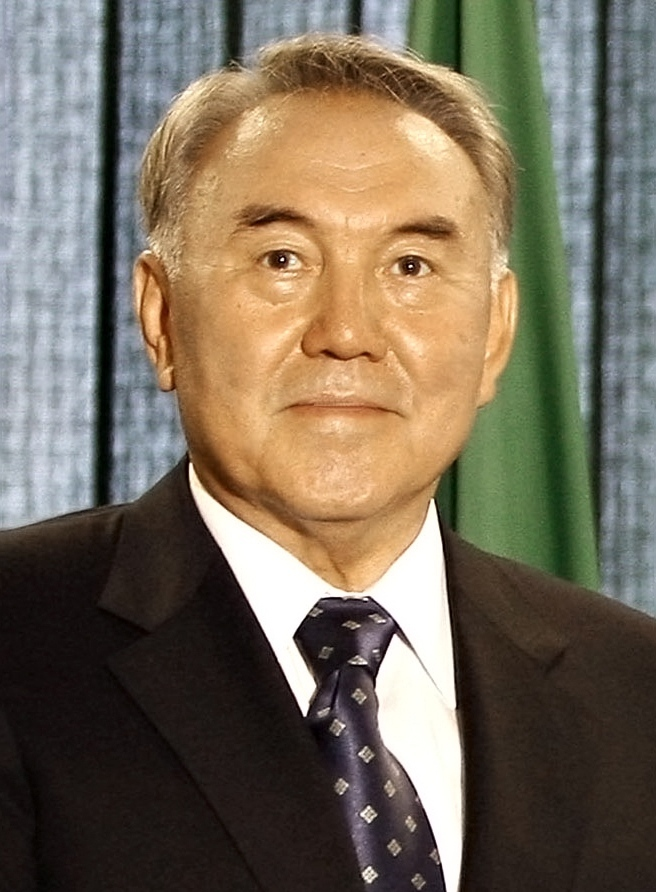
Назарбаев Нурсултан Абишевич

Для регистрации кандидатам необходимо было собрать не менее одного процента от общего числа избирателей (не менее 91 010 подписей граждан), в равной мере представляющих не менее двух третей областей, Астану и Алма-Ату.
18 февраля в качестве кандидата на внеочередных выборах был зарегистрирован действующий президент страны Нурсултан Назарбаев, который первым предоставил необходимое количество подписей избирателей — в поддержку его кандидатуры было собрано 717 340 подписей избирателей, в равной мере представляющих все 16 регионов страны, что составило около 8 % граждан, обладающих активным избирательным правом.
26 февраля кандидатом в президенты был зарегистрирован Жамбыл Ахметбеков, собравший в свою поддержку 96 557 подписей избирателей, в равной мере представляющих 15 регионов страны. 28 февраля кандидатами в президенты ЦИК РК зарегистрировала Гани Касымова (99 728 подписей) и Мэлса Елеусизова (97 830 подписей).
28 февраля, за два дня до окончания регистрации кандидатов, председатель ЦИК РК Куандык Турганкулов сообщил, что не все кандидаты приступили к сбору подписей. Например, Базылбаев, Турагелдиев и Токбаева ни в одном регионе не приступили к сбору подписей, у Отена доверенные лица были только в пяти областях, у Сапаргали — только в Алма-Ате. Серик Сапаргали, Канат Турагельдиев, Салим Отен и Курмангазы Рахметов заявили, что им необходимо дополнительное время для поездки по всем областям Казахстана, и попросили продлить срок сбора подписей до 10 марта. В итоге, по словам Сапаргали и Рахметова, они собрали подписей всего около 60—70 процентов от заданной нормы.
1 марта свою кандидатуру снял Канат Турагелдиев, 2 марта свои кандидатуры сняли Курмангазы Рахметов и Мусагали Дуамбеков. 2 марта в 23 часа 45 минут ЦИК РК приняла постановления об отказе в регистрации в качестве кандидатов в Президенты Республики Казахстан Салиму Отену, Гульдане Токбаевой, Жаксыбаю Базильбаеву и Серику Сапаргали в связи с непредставлением всех необходимых для регистрации документов. Таким образом, в качестве кандидатов в президенты Республики Казахстан были зарегистрированы Нурсултан Назарбаев, Жамбыл Ахметбеков, Мэлс Елеусизов и Гани Касымов.
24 марта миссия наблюдателей от Бюро по демократическим институтам и правам человека (БДИПЧ/ОБСЕ) в промежуточном отчёте указала, что процедура проверки подписей в поддержку кандидатов в президенты Казахстана не была прозрачной. В документе отмечалось, что нечёткость механизмов регистрации доверенных лиц сокращала время для сбора подписей, также отсутствовали чёткие правила проверки подписей, протоколы проверки избирательных комиссий не содержали причин признания недостоверности подписей, кандидаты или их доверенные лица обычно не приглашались посетить процедуру проверки. ЦИК РК в ответ на это заявила, что территориальным избирательным комиссиям были даны чёткие рекомендации, какие подписи считать недостоверными при проверке подписей членами избирательных комиссий с привлечением работников паспортных служб.

## Призывы к бойкоту
Ряд оппозиционных партий и политических деятелей в Казахстане призвали к бойкоту досрочных президентских выборов. Так, секретарь Коммунистической партии Казахстана Газиз Алдамжаров призвал всех своих сторонников не принимать участия во всенародном волеизъявлении, так как, по его мнению, «смысла в выборах нет», поскольку изменения выборного законодательства не разрешили проблемы участия представителей оппозиционных партий в работе избирательных комиссий, представительства партий в ЦИК и контроля за количеством изготовленных бланков бюллетеней.
Незарегистрированная Народная партия «Алга!» создала комитет «Защитим Конституцию», который исполнял роль штаба по бойкоту досрочных президентских выборов. Комитет занимался пропагандой граждан за то, чтобы они не ходили на выборы и таким образом выразили свой протест, размещением в Интернете видеороликов с призывами к бойкоту. В комитет помимо «Алги» вошли Коммунистическая партия Казахстана, общественные фонды «Ар. Рух. Хак», «Аман саулык», движение «Улт тагдыры», оппозиционер Жасарал Куанышалин, режиссёр Булат Атабаев, журналисты Сергей Дуванов, Андрей Свиридов, Игорь Винявский и другие активисты. Председатель ЦИК РК Куандык Турганкулов во время брифинга 16 марта назвал действия партии «Алга!» по отношению к выборам «деструктивными», отметив, что «явка избирателей — это решение каждого избирателя, но поддаваться вот таким провокационным действиям и жертвовать своим конституционным правом голосовать, это просто оскорбительно было бы для любого человека, любого избирателя».
Лидер незарегистрированной оппозиционной партии «Атамекен» Ержан Досмухамедов, проживающий за пределами страны, распространил заявление, в котором отметил, что «досрочные выборы навязаны Н. Назарбаевым обществу без каких-либо конституционных оснований. Цель — использовать народ в качестве немой декорации спектакля для продления ещё на 5 лет своих полномочий» и призвал «всех здравомыслящих соотечественников» бойкотировать выборы. Лидер Социалистического сопротивления Казахстана и общественной организации «Талмас» Айнур Курманов заявил, что он склоняется к бойкоту, так как «оппозиция не имеет контроля над избирательным процессом, не входит в состав избирательной комиссии, и голоса тех, кто проголосует не за Назарбаева, могут приплюсовать ему».
1 марта Жаксыбай Базильбаев потребовал от Назарбаева снять кандидатуру и вернуть ему долг в 100 млн долларов США за то, что снимал свою кандидатуру в его пользу на прошлых президентских выборах. Не дождавшись ответа от действующего президента, Базильбаев снял свою кандидатуру, не приступив к сбору подписей, и призвал «всех казахстанцев, всех многодетных матерей, пенсионеров, молодёжь не поддерживать эту выборную кампанию и объявить бойкот».
3 марта 2011 года в Казахстане начал функционировать сайт «Назарбаева на пенсию!», на котором размещены требование, «чтобы Нурсултан Назарбаев ушёл на пенсию и освободил дорогу новым молодым политикам», и призыв к бойкоту выборов.
4 марта советник президента Ермухамет Ертысбаев выразил мнение, что тактика бойкота не оправдает себя в Казахстане, так как «те, кто призывает к бойкоту, абсолютно не знают душу многонационального казахстанского народа, который высоко ценит мир, дружбу и согласие, который дорожит стабильным и устойчивым развитием страны». Также он дал прогноз, что на внеочередных выборах повторится ситуация президентских выборов 2005 года.
24 марта на пресс-конференции о решении бойкотировать выборы заявил экс-кандидат Салим Отен. 1 апреля Серик Сапаргали на пресс-конференции призвал избирателей не участвовать в выборах. По его словам, во время предвыборной кампании не было создано равных условий для всех кандидатов, было недостаточно времени для сбора 90 тысяч подписей, ЦИК РК игнорировала нарушения закона «О выборах» со стороны кандидата Назарбаева. Также Сапаргали заявил, что 28 марта обращался в Верховный суд и Генеральную прокуратуру с просьбой отменить регистрацию Назарбаева в связи с нарушением им выборного законодательства, но не получил ответа.
1 апреля около ста активистов движения «За достойное жильё» пришли в пятницу к зданию ЦИК РК с требованием встретиться с председателем комиссии. Лидер движения Зауреш Баталова заявила, что участники движения намерены бойкотировать предстоящие досрочные выборы. 2 апреля председатель ЦИК РК Куандык Турганкулов выразил мнение, что призывы к бойкоту не окажут «существенного влияния» на явку избирателей.

## Агитация

### Общая информация

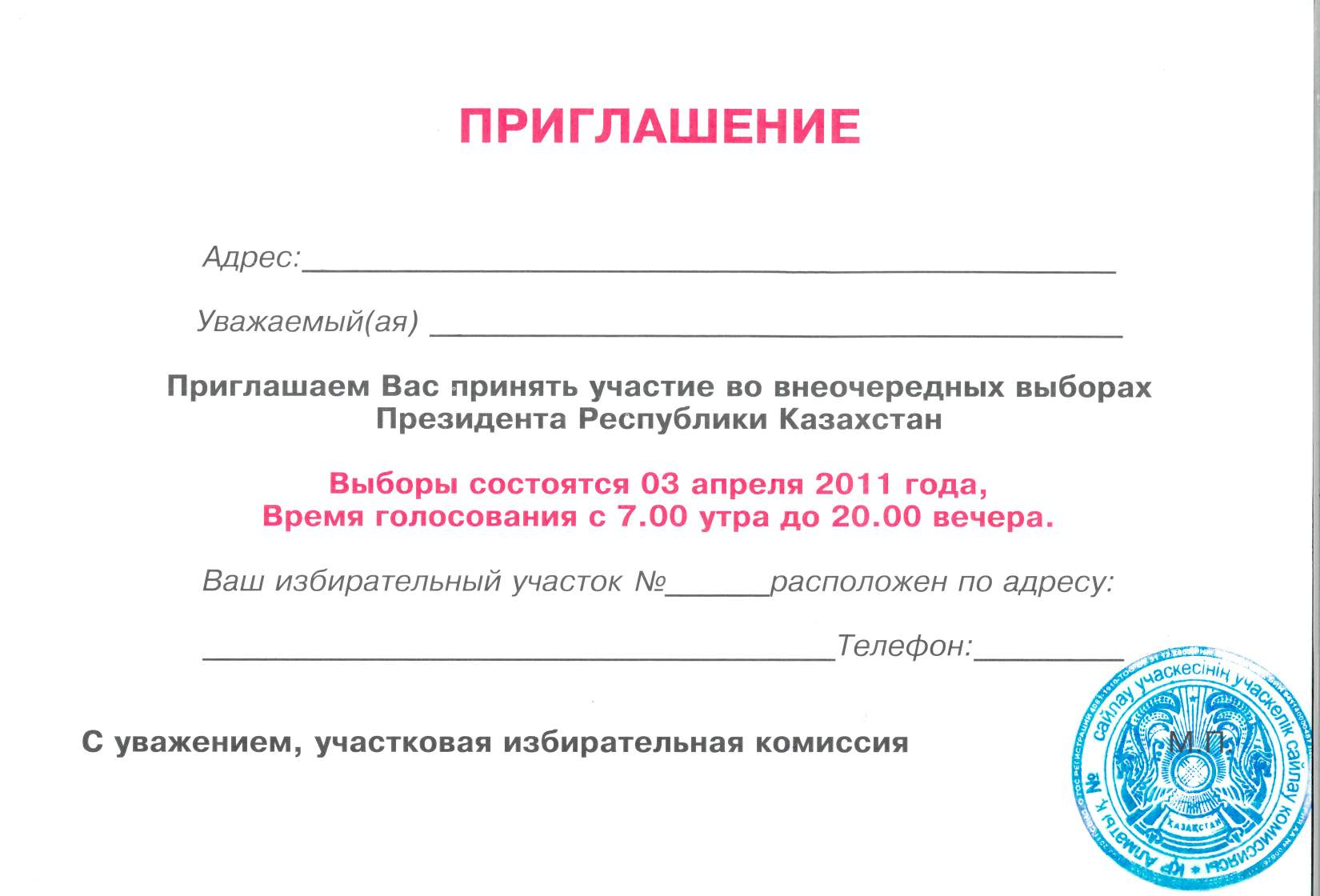
Приглашение на выборы.

Согласно действующему законодательству Казахстана предвыборная агитация началась с момента окончания срока регистрации кандидатов и закончилась в ноль часов (по местному времени) дня, предшествующего дню выборов. Таким образом, агитационный период начался 3 марта, а 2 апреля было запрещено проводить любую предвыборную агитацию. Особенностью данных внеочередных президентских выборов был сокращённый срок кампании — ровно на месяц короче по сравнению с очередными выборами.
26 февраля ЦИК РК приняла постановление об установлении нормативов расходов кандидатов в президенты, покрываемых из средств республиканского бюджета, — каждому кандидату были предоставлены средства на пятнадцатиминутное выступление по телевидению (4 млн 625 тыс. тенге), десятиминутное выступление по радио (169 тыс. тенге), на публикацию в печатных изданиях двух статей объёмом 540 см² (810 тыс. тенге), аренду помещений для встреч с избирателями (200 тыс. тенге), издание печатных агитационных материалов (290 тыс. тенге), транспортные расходы (200 тыс. тенге). Начальник штаба Гани Касымова, Гульдана Нурпеисова 31 марта на встрече руководителей предвыборных штабов отметила, что положенные на избирательную кампанию деньги из государственного бюджета поступили поздно, в связи с чем плакаты и листовки из типографии получены с опозданием. Кандидаты Ахметбеков, Елеусизов и Касымов также обращались с жалобами в ЦИК РК в связи с тем, что местные исполнительные органы вовремя не предоставляют помещения для встречи с избирателями и создают трудности в размещении билбордов.
По данным ЦИК РК, за время предвыборной кампании было подано 10 жалоб, из них две были рассмотрены на коллегиальном заседании ЦИК РК, остальные восемь жалоб — ниже стоящими избирательными комиссиями, прокуратурой и другими органами.

### Агитационная кампания Назарбаева
Нурсултан Назарбаев до начала агитационного периода заявил, что он чувствует «поддержку пяти миллионов казахстанцев, поставивших свои подписи в декабре — январе, когда был инициирован референдум», и не будет проводить официальные предвыборные мероприятия. При этом он призвал казахстанцев активно участвовать в выборах несмотря на то, что его победа не вызывает сомнений. 3 марта на встрече Назарбаева с членами Республиканского предвыборного общественного штаба он поручил соратникам, чтобы материальные затраты на агитационную кампанию осуществлялись исключительно в рамках избирательного фонда. Назарбаев сообщил, что вместо активной предвыборной агитации он собирается сосредоточиться на повседневных государственных делах, чтобы работать над выполнением тех задач, которые определены в его послании народу Казахстана. Президент также отметил, что в период избирательной кампании вместо массовых агитационных мероприятий важнее организовать разъяснение населению стратегии будущего развития, основных приоритетов, которые изложены в послании народу Казахстана, в выступлении на XIII съезде партии «Нур Отан» и стратегическом плане развития Казахстана до 2020 года.
3 марта Назарбаев поручил министерству связи и информации в период предвыборной агитации обеспечить равный доступ кандидатов к средствам массовой информации, а также призвал местные исполнительные органы не вмешиваться в ход избирательной кампании, а «заниматься исключительно своими делами».

### Агитационная кампания Ахметбекова

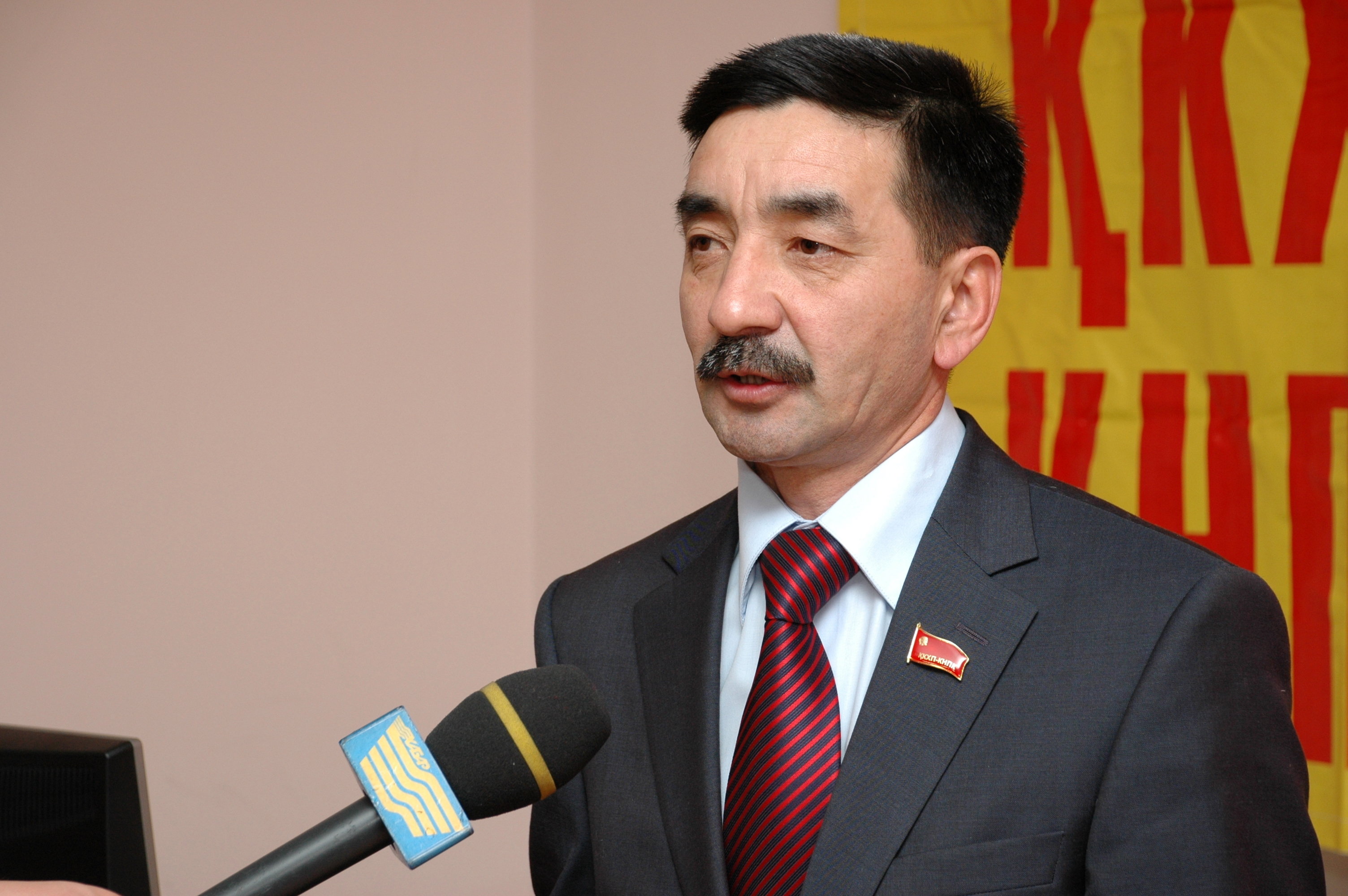
Интервью Ж. Ахметбекова агентству «Хабар» (4 марта 2011 года)

Ещё до начала агитационной кампании Ахметбеков заявлял, что серьёзно намерен бороться за президентский пост:
Мои цели и цели партии полностью совпадают. Я иду на выборы, чтобы бороться за пост президента и победить. Другого ответа у политика быть не может. Что мы будем считать победой на этих выборах? В многоголосом хоре подпевал и льстецов должна прозвучать хотя бы одна отрезвляющая интонация. Голос простого народа должен быть услышан.
2 марта Ахметбеков сообщил, что будет использовать Интернет, в частности сайт «Мой Мир», в агитации. Только за последнюю неделю агитации у кандидата появилось около 200 новых «друзей» в «Моём Мире», причём 137 — за один день. По данным мониторинга, проводимого Международным центром журналистики «MediaNet», Ахметбеков пользовался наибольшими симпатиями казахскоязычной аудитории Интернета. По собственным прогнозам, кандидат рассчитывал набрать «виртуальным» способом 700—900 тысяч голосов избирателей.
15 марта кандидат презентовал свою предвыборную платформу «Три народные инициативы Жамбыла Ахметбекова», основными тезисами которой были: введение новой методики определения прожиточного минимума (по его расчётам, прожиточный минимум в стране должен составить 200 тысяч тенге на человека, базовые пенсионные выплаты — 60 % от этого показателя, то есть 120 тысяч тенге, средняя заработная плата — 300 тысяч тенге); введение государственных гарантий первого трудоустройства выпускников казахстанских вузов; снижение цен и тарифов на услуги жилищно-коммунального хозяйства.

### Агитационная кампания Елеусизова

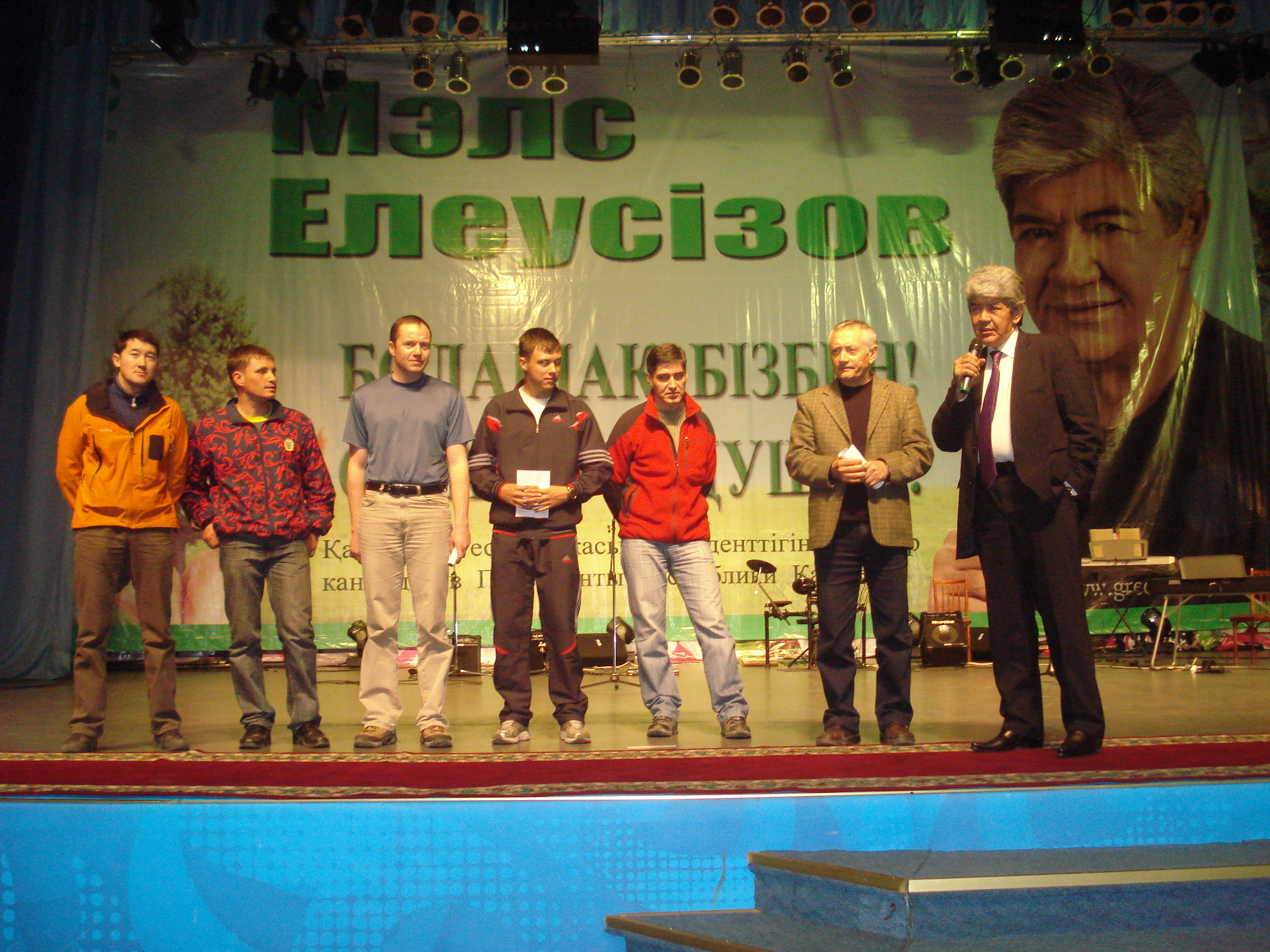
Мэлс Елеусизов со сборной Казахстана по альпинизму на встрече с избирателями (1 апреля 2011 года)

Ещё до начала агитационного периода Мэлс Елеусизов заявлял, что не рассчитывает на победу, заранее знает, что победителем станет действующий глава государства Нурсултан Назарбаев. По словам кандидата, он принял участие в предвыборной кампании для того, чтобы реализовать своё конституционное право избирать и быть избранным, чтобы «расшевелить» население, которое, по его мнению, слишком пассивно, и поднять экологические проблемы, ставшие «главными вопросами выживания для всего человечества». По его словам, правительство должно в своей программе инновационно-индустриального развития учитывать экологические вопросы, иначе осуществление этой программы может быть поставлено под угрозу.
3 марта Мэлс Елеусизов заявил, что не может начать агитацию из-за отсутствия финансовых средств, но отметил, что рассчитывает набрать 5 % голосов избирателей, даже если начнёт агитацию с середины срока агитационной кампании.
Предвыборная платформа Елеусизова была посвящена политическому, экономическому и социальному реформированию страны. По словам кандидата:
Вне зависимости от социальной, профессиональной, этнической принадлежности Казахстан наш общий дом. А потому каждый из нас заинтересован в его укреплении и развитии. Платформу, которую я предлагаю вашему вниманию, не отражает интересы какой-либо одной социальной группы. Она обращена ко всем, поскольку в её основе лежит системный подход к реформированию.
В своей избирательной кампании Елеусизов активно использовал интернет-ресурсы — 21 февраля он зарегистрировался на сайтах Facebook (меньше тысячи «друзей» по состоянию на 28 марта 2011 года) и Twitter (единственный из кандидатов на данном ресурсе), также он был единственным кандидатом, ведущим собственный блог Архивная копия от 13 марта 2011 на Wayback Machine.

### Агитационная кампания Касымова
4 марта Гани Касымов презентовал в Алма-Ате свою предвыборную платформу, которая включала следующие пункты: представленность всех партий в парламенте страны, введение должности вице-президента, реформа исполнительной власти, создание государственной академии наук, снижение налогов для казахстанских производителей, снижение пенсионного возраста у женщин до 55 лет, увеличение представительства женщин в законодательных и исполнительных органах власти, создание государственного университета по подготовке специалистов из стран Центральной Азии, обеспечения достойной жизни людей с ограниченными доходами, ограниченными физическими возможностями, пенсионеров и ветеранов, принятие программы по обеспечению молодых семей недорогим и качественным жильём, создание государственной академии казахского языка и учреждение специального праздника «Ана тілi» (родной язык) и другие.
Гани Касымов наиболее активно среди всех кандидатов работал в социальной сети Facebook, размещая на своей странице публикуемые в СМИ материалы, при этом он успевал достаточно оперативно отвечать и комментировать сообщения других пользователей. За последнюю неделю агитационной кампании число его «друзей» в социальной сети выросло с 1700 до 1800 человек. По мнению экспертов Международного центра журналистики «MediaNet», «лидер партии патриотов сделал свой выбор в пользу продвинутой либеральной части электората (собственно пользователи Facebook), о чём косвенно говорят и его заявления об амнистии и освобождении правозащитника Евгения Жовтиса и журналиста Рамазана Есергепова».

### Действия кандидатов в президенты
| Дата     | Ахметбеков Ж. А. | Елеусизов М. Х. | Касымов Г. Е. |
| -------- | --- | --- | --- |
| 3 марта  | Открыл в Астане республиканский предвыборный штаб кандидата, провёл в нём пресс-конференцию.                                                                 | | Обратился к правительству Казахстана с запросом об амнистии в честь предстоящих президентских выборов.                                                                |
| 4 марта  | | | Презентовал предвыборную платформу в Алма-Ате. |
| 9 марта  | | | Встретился с коллективом и пациентами городской поликлиники № 17 в Алма-Ате.                                                                                          |
| 10 марта | | Провёл встречи с учащимися колледжа экологии и лесного хозяйства (Щучинск), студентами Кокшетауского государственного университета имени Ш. Уалиханова, с акимом Акмолинской области С. Дьяченко, с заместителем акима Кокшетау А. Мусралимовой. | |
| 11 марта | Принял участие в работе дискуссионного клуба «Темір қазық» в Астане.                                                                                         | Обнародовал свою предвыборную платформу на пресс-конференции, состоявшейся в пресс-центре АО НК «Казинформ». Принял участие в работе дискуссионного клуба «Темір қазық» в Астане.                                                                | Встретился с лидерами движения «Поколение» в Алма-Ате. |
| 12 марта | | Провёл встречу с жителями Бостандыкского района Алма-Аты и представителями КСК. | Встретился с семьёй Абеновых, проживающих в Бостандыкском районе Алма-Аты.                                                                                            |
| 14 марта | | Провёл встречи в Усть-Каменогорске. | Встретился с работниками пожарной части Бостандыкского района Алма-Аты.                                                                                               |
| 15 марта | Презентовал в Астане свою предвыборную программу «Три народные инициативы Жамбыла Ахметбекова».                                                              | Встретился со студентами ЕНУ имени Л. Н. Гумилёва. | Возложил цветы к Вечному огню в Парке имени 28-ми гвардейцев-панфиловцев, встретился с офицерами запаса и ветеранами-афганцами.                                       |
| 16 марта | | | Встретился с представителями международного антиядерного движения «Невада — Семей» в своём избирательном штабе в Алма-Ате.                                            |
| 17 марта | | Встретился с избирателями в Шу. | Посетил РГП «Научный центр противоинфекционных препаратов» в Алма-Ате. Встретился с Чрезвычайным и Полномочным послом Франции в Казахстане Шарлем Бертоне в Алма-Ате. |
| 18 марта | | Встретился с избирателями в Жетысае и Шымкенте. | Встретился с российскими журналистами в избирательном штабе в Алма-Ате.                                                                                               |
| 19 марта | Встретился с российскими журналистами в Астане. | Встретился с инвалидами в Алма-Ате. | |
| 21 марта | Провёл встречи в Актобе: в интернате для одиноких и престарелых граждан, в общежитии Западно-Казахстанского медицинского университета имени Марата Оспанова. | | |
| 25 марта | | | Встретился с представителями Казахстанского общества охраны природы и ТОО РНПИЦ «Казэкология» в Алма-Ате.                                                             |
| 26 марта | | | Провёл благотворительный концерт «Алматы — моя любовь» в зале Дворца студентов в Алма-Ате.                                                                            |
| 28 марта | | Встретился с коллективом Иле-Алатауского национального парка и сотрудниками подразделения парка «Аксайские лесничества». Провёл встречи с избирателями в Алма-Ате.                                                                               | Провёл встречи с избирателями в Талгаре. |
| 29 марта | Провёл встречи с избирателями в Караганде. | | |
| 30 марта | Провёл пресс-конференцию в Национальном пресс-клубе в Алма-Ате, в ходе которой заявил, что КНПК намерена участвовать в парламентских выборах 2012 года.      | Провёл предвыборные встречи в Караганде — на двух заводах и в Карагандинском государственном техническом университете. | Провёл встречи с избирателями в Талдыкоргане — в своём областном предвыборном штабе и в местном университете.                                                         |
| 31 марта | Провёл митинг в Алма-Ате (более 150 участников). | Встретился с заключёнными Алматинской колонии для несовершеннолетних детей. | Провёл в Астане онлайн-конференцию, в ходе которой предложил упразднить областные акиматы.                                                                            |
| 1 апреля | Встретился в Астане с иностранными наблюдателями, представителями международных и казахстанских НПО.                                                         | Встретился с наблюдателями от ШОС. При участии Елеусизова был восстановлен родник в черте Алма-Аты, которому угрожала опасность остаться под асфальтом. Провёл концерт во Дворце студентов в Алма-Ате.                                           | |

## День голосования

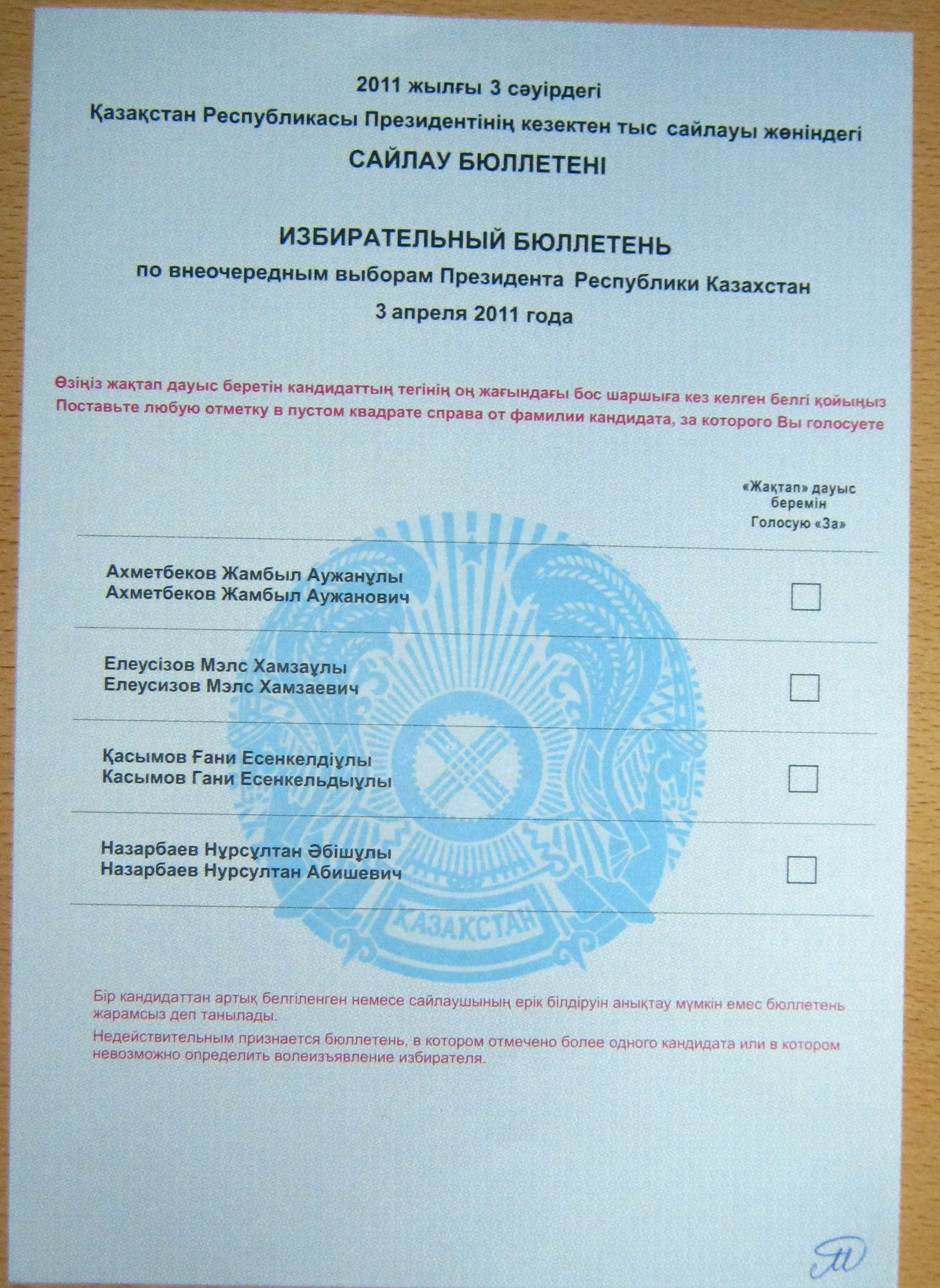
Избирательный бюллетень.

Голосование на выборах президента началось в Казахстане в воскресенье 3 апреля в 7:00 по местному времени и завершилось в 20:00. В избирательный бюллетень были внесены фамилии четырёх зарегистрированных кандидатов в алфавитном порядке, графы «против всех» в бюллетенях не было предусмотрено. Голосование осуществлялось на 9725 избирательных участках, при представительствах Казахстана за рубежом было создано 35 избирательных участков.

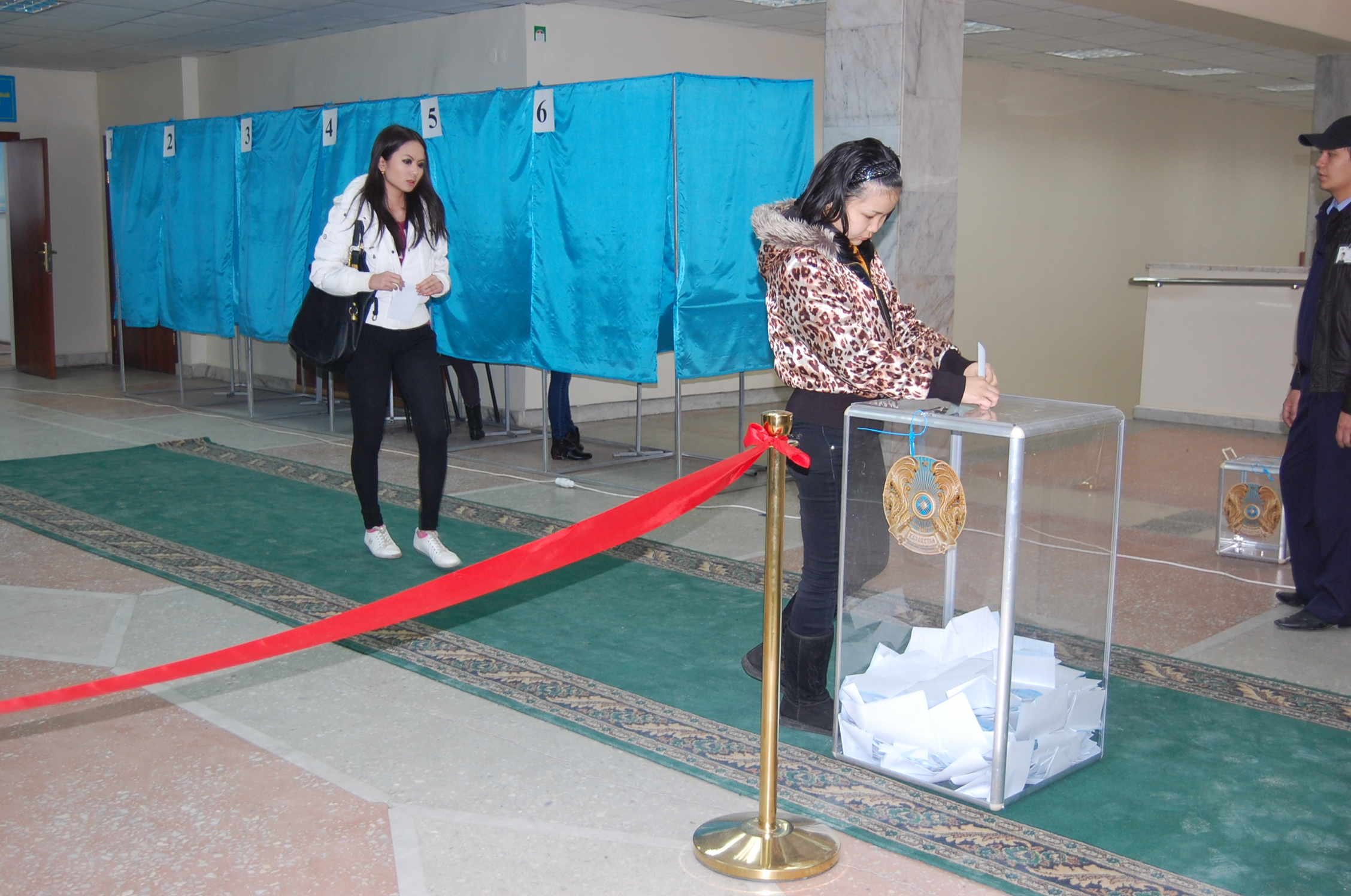
Процесс голосования.

По данным ЦИК РК, явка избирателей на 10:00 (UTC+6) составила 18,6 %, на 12:00 — 40,3 %, на 14:00 — 66,4 %. По состоянию на 16:00 явка на выборах составила 76,9 % (7 056 748 граждан), превысив общий показатель явки на выборах президента в 2005 году. К 18:00 по данным ЦИК РК проголосовали 84 % избирателей. Согласно официальным итогам выборов в списки избирателей по единому общенациональному избирательному округу были включены 9 200 298 граждан, из них приняли участие в голосовании 8 279 227 человек, или 89,98 %. Представители оппозиции и ряда НПО заявляли, что официальная явка была значительно завышена.
Действующий президент Нурсултан Назарбаев проголосовал вместе с супругой Сарой Назарбаевой на избирательном участке, расположенном в Национальной академической библиотеке в Астане. На том же избирательном участке проголосовали их дочери Дарига Назарбаева, Динара Кулибаева с супругом Тимуром Кулибаевым.
Мэлс Елеусизов проголосовал в Алма-Ате, после голосования он сообщил журналистам, что отдал свой голос за Нурсултана Назарбаева, так как уверен, что он станет победителем. Жамбыл Ахметбеков пришёл на избирательный участок в Астане вместе с супругой, четырьмя детьми, соседями, родственниками, друзьями. В интервью журналистам он сказал, что проголосовал «за интересы простого народа, за интересы народа Казахстана». Гани Касымов голосовал в Алма-Ате на избирательном участке № 313, на который он пришёл со своим маленьким внуком. Оценивая свою избирательную кампанию, он сказал журналистам, что сделал всё, что мог.
По данным ЦИК РК, в день голосования в ЦИК РК не поступало жалоб; в областные, городов Астаны и Алма-Аты избирательные комиссии было подано всего 8 обращений, все они были оперативно рассмотрены. По данным Генеральной прокуратуры, в день голосования на выборах президента в различные государственные органы поступило 15 жалоб.

## Результаты
По данным эксит-полла Ассоциации социологов и политологов Казахстана (АСиП), проводившегося на 102 избирательных участках, Нурсултан Назарбаев набрал 94,82 % голосов, Гани Касымов — 2,17 % голосов, Жамбыл Ахметбеков — 1,57 %, Мэлс Елеусизов — 1,44 %. Результаты эксит-полла Международного института региональных исследований, проводившегося в Астане, показали, что Назарбаев набрал 95,88 %, Ахметбеков — 1,74 %, Касымов — 1,31 %, Елеусизов − 1,07 %.
4 апреля утром председатель ЦИК РК Куандык Турганкулов объявил предварительные итоги выборов, согласно которым действующий президент Нурсултан Назарбаев набрал 95,5 % голосов избирателей, Гани Касымов — 1,9 % избирателей, Жамбыл Ахметбеков — 1,4 %, а Мэлс Елеусизов — 1,2 %.
4 апреля все кандидаты признали результаты выборов. Нурсултан Назарбаев на форуме «Вперёд, вместе с лидером!» заявил, что мандат, который он получил от народа, он будет использовать «для дальнейшей совместной непростой тяжёлой работы по осуществлению индустриально-инновационной программы страны, социальной модернизации, подъёма сельского хозяйства, образования, медицины и оказания помощи всем нашим людям». Гани Касымов, поздравляя победителя, сказал, что «эта убедительная победа подтверждает высокую степень доверия всего нашего народа к проводимой первым президентом политике государства и его личной политической платформе». Жамбыл Ахметбеков сказал на брифинге, что обнародованные результаты отражают объективную реальность, при этом заявил, что выиграл выборы, так как его платформа была услышана президентом, а значит «голос народа был услышан». По словам Мэлса Елеусизова, «подавляющее большинство казахстанского народа связывают успехи в построении развитого государства и демократического общества с Назарбаевым», «сегодня стране нужен такой лидер». Он также напомнил, что основной целью его участия в выборах была попытка донести свои идеи до народа, заставить людей обратить внимание на проблемы экологии.
5 апреля ЦИК РК объявила окончательные итоги выборов, согласно которым действующий президент Нурсултан Назарбаев набрал 95,55 % голосов избирателей, Гани Касымов — 1,94 % избирателей, Жамбыл Ахметбеков — 1,36 %, Мэлс Елеусизов — 1,15 %. Согласно официальным результатам Центральной избирательной комиссии голоса за кандидатов по административно-территориальным единицам распределились следующим образом:
| Область                        | Ахметбеков Ж. А. | Елеусизов М. Х. | Касымов Г. Е.    | Назарбаев Н. А.     |
| ------------------------------ | ---------------- | --------------- | ---------------- | ------------------- |
| Всего по Казахстану            | 111 924 (1,36 %) | 94 452 (1,15 %) | 159 036 (1,94 %) | 7 850 958 (95,55 %) |
| Акмолинская область            | 5430 (1,21 %)    | 3545 (0,79 %)   | 8301 (1,85 %)    | 431 451 (96,15 %)   |
| Актюбинская область            | 3631 (0,90 %)    | 3793 (0,94 %)   | 5003 (1,24 %)    | 391 052 (96,92 %)   |
| Алматинская область            | 8444 (1,00 %)    | 7009 (0,83 %)   | 8613 (1,02 %)    | 820 358 (97,15 %)   |
| Атырауская область             | 3793 (1,42 %)    | 2698 (1,01 %)   | 6945 (2,60 %)    | 253 682 (94,97 %)   |
| Восточно-Казахстанская область | 8292 (1,03 %)    | 9741 (1,21 %)   | 11 673 (1,45 %)  | 775 336 (96,31 %)   |
| Жамбылская область             | 3002 (0,65 %)    | 2956 (0,64 %)   | 18 938 (4,10 %)  | 437 012 (94,61 %)   |
| Западно-Казахстанская область  | 5851 (1,64 %)    | 6029 (1,69 %)   | 11 095 (3,11 %)  | 333 777 (93,56 %)   |
| Карагандинская область         | 7479 (1,03 %)    | 6099 (0,84 %)   | 7697 (1,06 %)    | 704 833 (97,07 %)   |
| Костанайская область           | 5544 (1,06 %)    | 7271 (1,39 %)   | 10 722 (2,05 %)  | 499 507 (95,50 %)   |
| Кызылординская область         | 4154 (1,17 %)    | 9977 (2,81 %)   | 7137 (2,01 %)    | 333 788 (94,01 %)   |
| Мангистауская область          | 2648 (1,12 %)    | 2459 (1,04 %)   | 2980 (1,26 %)    | 228 386 (96,58 %)   |
| Павлодарская область           | 4364 (1,08 %)    | 3011 (0,74 %)   | 6084 (1,50 %)    | 392 138 (96,68 %)   |
| Северо-Казахстанская область   | 4161 (1,14 %)    | 1861 (0,51 %)   | 6642 (1,82 %)    | 352 294 (96,53 %)   |
| Южно-Казахстанская область     | 16 970 (1,54 %)  | 9807 (0,89 %)   | 19 946 (1,81 %)  | 1 055 240 (95,76 %) |
| Астана                         | 5678 (2,21 %)    | 3493 (1,36 %)   | 4118 (1,61 %)    | 243 118 (94,82 %)   |
| Алма-Ата                       | 22 483 (3,41 %)  | 14 703 (2,23 %) | 23 142 (3,51 %)  | 598 986 (90,85 %)   |

6 апреля Центральная избирательная комиссия Казахстана постановила на основании протоколов областных, городов Астана и Алматы избирательных комиссий зарегистрировать Назарбаева Нурсултана Абишевича президентом Республики Казахстан, вручить зарегистрированному президенту соответствующее удостоверение и нагрудный знак.
8 апреля во Дворце независимости в Астане состоялась инаугурация президента, во время которой председатель ЦИК РК Куандык Турганкулов вручил Назарбаеву удостоверение президента Республики Казахстан и нагрудный знак, Назарбаев принёс присягу народу Казахстана. На инаугурации не присутствовал ни один президент или премьер-министр из-за рубежа.

## Наблюдатели

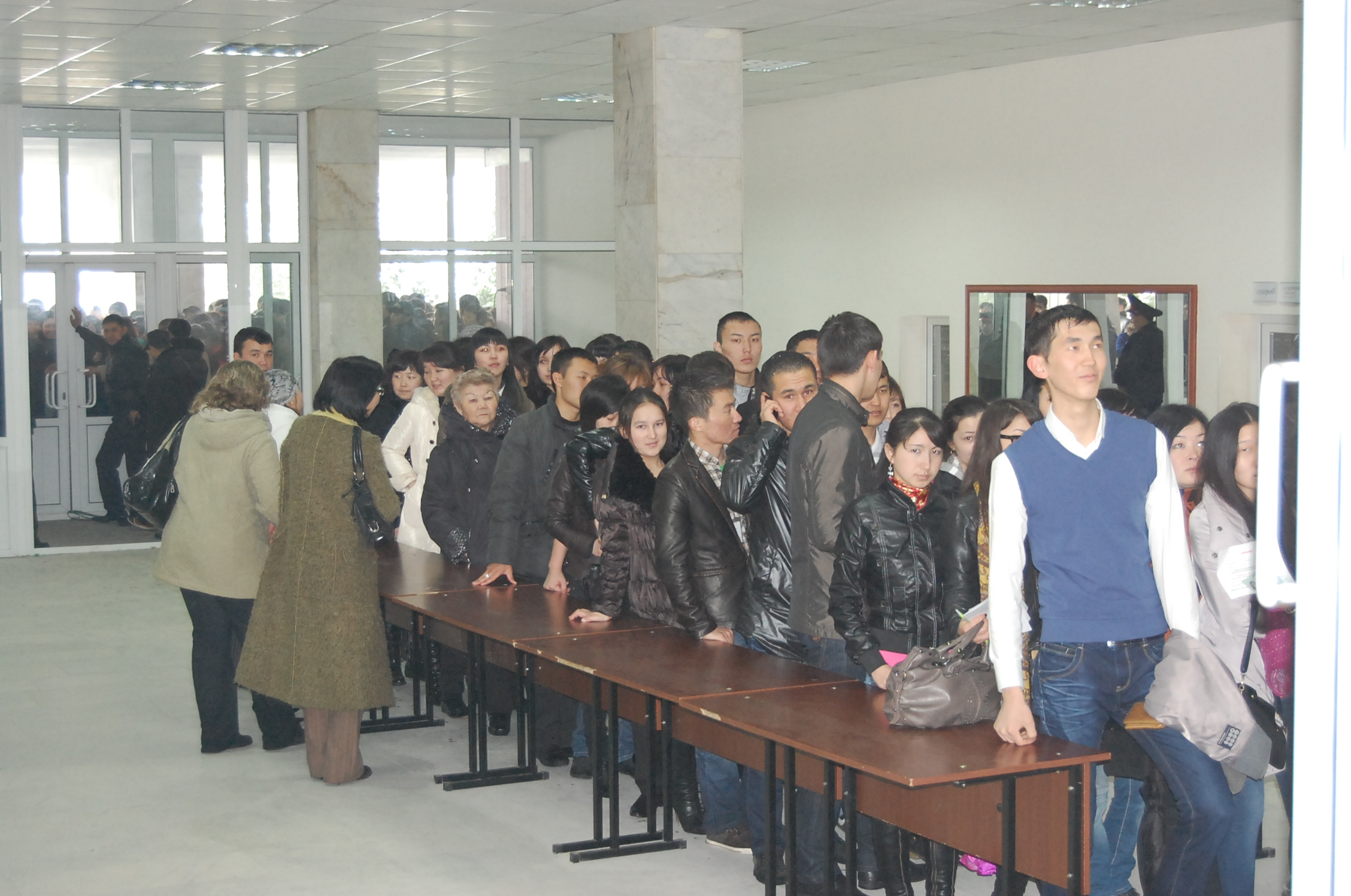
Очередь на избирательном участке, расположенном на территории КазНУ имени аль-Фараби.

Среди международных организаций, отправивших своих наблюдателей, были ОБСЕ/БДИПЧ, исполнительный комитет СНГ, Межпарламентская ассамблея СНГ, Межпарламентская ассамблея ЕврАзЭС, Парламентская ассамблея ОДКБ, Организация Исламская конференция, ШОС, ПАСЕ, среди местных организации Молодёжная информационная служба Казахстана и другие.
По данным ЦИК РК, за ходом голосования осуществляли наблюдение 30 266 человек, в том числе 9417 доверенных лиц кандидатов, 1212 наблюдателей иностранных государств и представителей иностранных СМИ, 12 828 наблюдателей от политических партий, 6212 наблюдателей от общественных наблюдений и НПО, 597 представителей казахстанских СМИ.
Миссия наблюдателей Греции дала первые оценки 3 апреля на пресс-конференции в Алма-Ате, на которой бывший мэр греческого города Ахарне Панаетис Фотиадис и журналист газеты «Мир и Омониа» Инга Абгарова отметили, что подготовительный период к президентским выборам в целом организован хорошо.
Глава миссии наблюдателей от СНГ Сергей Лебедев на пресс-конференции сообщил, что выборы соответствовали национальному избирательному законодательству и общепризнанным демократическим нормам, были открытыми и обеспечили свободное волеизъявление граждан, на этапах подготовки и проведения выборов был обеспечен высокий уровень организованности, процедура подсчёта голосов также проходила открыто, наблюдателям была предоставлена реальная возможность видеть процедуру подсчёта бюллетеней от начала до конца. При этом, наблюдатели СНГ, пресс-конференция которых проходила раньше, чем у миссии БДИПЧ/ОБСЕ, предупредили, что от западных наблюдателей стоит ждать негативных оценок и заранее обвинили европейцев в применении «двойных стандартов».
Международная миссия по наблюдению за выборами БДИПЧ/ОБСЕ отметила необходимость реформы по проведению подлинных демократических выборов, «поскольку в ходе настоящих выборов был выявлен ряд недостатков, подобных тем, которые отмечались в ходе предыдущих выборов». Миссия отметила существенные недостатки в правовой базе, условия действий СМИ, способствующие самоцензуре, отсутствие прозрачности регистрации кандидатов, «серьёзные нарушения, включая многочисленные случаи наличия предположительно идентичных подписей в списках избирателей, а также случаи вброса бюллетеней», отсутствие прозрачности при вынесении решений по избирательным спорам и при подсчёте голосов. Наблюдатели от ОБСЕ в ходе прямого наблюдения отметили также сильное давление на избирателей в государственных организациях, университетах, в воинских частях, больницах с целью обеспечения высокой явки. Посольство США, поздравив Назарбаева с переизбранием, выразило поддержку предварительным выводам ОБСЕ, а Государственный департамент США в своём докладе за 2011 год заявил, что выборы не соответствовали международным стандартам.
Делегация наблюдателей ПАСЕ сочла, что результаты выборов отражают волю электората, и отметила высокую явку, свидетельствующую о доверии общества к выборному процессу, а также профессионализм персонала, однако выразила обеспокоенность неравными условиями на выборах и отметила необходимость серьёзных улучшений для того, чтобы Казахстан мог считаться истинно демократичным.
Глава миссии наблюдателей от Шанхайской организации сотрудничества, генсекретарь ШОС Муратбек Иманалиев сообщил, что «выборы президента Республики Казахстан были свободными и открытыми, соответствовали требованиям национального законодательства Республики Казахстан и международным избирательным стандартам, прошли в демократической обстановке, позволившей гражданам беспрепятственно выразить свои политические предпочтения».